# Petr Svoboda (Leichtathlet)
Petr Svoboda (* 10. Oktober 1984 in Třebíč, Tschechoslowakei) ist ein tschechischer Hürdenläufer, dessen Spezialstrecke die 110-Meter-Distanz ist. Seinen größten Erfolg feierte er mit dem Gewinn der Goldmedaille über 60 m Hürden bei den Halleneuropameisterschaften 2011. Zudem ist er Inhaber der Nationalrekorde über 110 m Hürden und im 60-Meter-Hürdenlauf.

## Sportliche Laufbahn
Erste Erfahrungen bei internationalen Meisterschaften sammelte Petr Svoboda im Jahr 2001, als er bei den Jugendweltmeisterschaften in Debrecen im Weitsprung mit 6,71 m in der Qualifikationsrunde ausschied. Im Jahr darauf schied er bei den Juniorenweltmeisterschaften in Kingston mit 10,79 s in der ersten Runde im 100-Meter-Lauf aus und konnte sein Rennen über 110 m Hürden nicht beenden. 2003 kam er bei den Junioreneuropameisterschaften in Tampere mit 14,60 s nicht über die Vorrunde im 110-Meter-Hürdenlauf hinaus und  Mehrkämpfer, 2005 nahm er im Siebenkampf an den Halleneuropameisterschaften in Madrid teil, musste dort aber vorzeitig aufgeben. Im Juli startete er über die Hürden bei den U23-Europameisterschaften in Erfurt und schied dort mit 14,19 s im Vorlauf aus. 2007 erreichte er bei den Halleneuropameisterschaften in Birmingham das Halbfinale im 60-Meter-Hürdenlauf und schied dort mit 7,80 s aus. Auch bei den Hallenweltmeisterschaften im Jahr darauf in Valencia schied er mit 7,81 s im Semifinale aus. Zudem qualifizierte er sich erstmals für die Olympischen Sommerspiele in Peking, bei denen er das Halbfinale erreichte und dort mit 13,60 s ausschied. 2009 gewann er bei den Halleneuropameisterschaften in Turin in 7,61 s die Bronzemedaille über 60 m Hürden hinter dem Franzosen Ladji Doucouré und Gregory Sedoc aus den Niederlanden. Im Sommer erreichte er bei den Weltmeisterschaften in Berlin das Finale über 110 m Hürden und belegte dort in 13,38 s den sechsten Platz. Anschließend wurde er beim IAAF World Athletics Final in Thessaloniki in 13,50 s Vierter. Im Jahr darauf klassierte er sich bei den Hallenweltmeisterschaften in Doha mit 7,58 s auf dem vierten Platz über 60 m Hürden und gelangte dann im Juli bei den Europameisterschaften in Barcelona mit 13,57 s auf Rang sechs über 110 m Hürden. 2011 siegte er in 7,49 s bei den Halleneuropameisterschaften in Paris und feierte damit seinen größten sportlichen Erfolg. Aufgrund einer Knöchelverletzung musste er seine Karriere zwischenzeitlich beenden.
2014 nahm er wieder an Wettkämpfen teil und belegte bei den Europameisterschaften in Zürich in 13,63 s den fünften Platz. Im Jahr darauf gelangte er bei den Halleneuropameisterschaften in Prag mit 7,67 s auf Rang acht über 60 m Hürden und im August schied er bei den Weltmeisterschaften in Peking mit 13,67 s im Halbfinale über 110 m Hürden aus. 2016 nahm er erneut an den Olympischen Sommerspielen in Rio de Janeiro teil und schied dort mit 13,67 s ebenfalls im Halbfinale aus. Im Jahr darauf gewann er bei den Halleneuropameisterschaften in Belgrad in 7,53 s die Bronzemedaille über 60 m Hürden hinter dem Briten Andrew Pozzi und Pascal Martinot-Lagarde aus Frankreich. 2018 schied er dann bei den Hallenweltmeisterschaften in Birmingham mit 7,64 s im Halbfinale aus und 2020 siegte er in 13,70 s beim Memoriál Josefa Odložila und 2021 siegte er in 13,60 s bei Spitzen Leichtathletik Luzern. Im Jahr darauf erreichte er bei den Hallenweltmeisterschaften in Belgrad das Halbfinale über 60 m Hürden und schied dort mit 7,71 s aus. Im Juni siegte er in 13,47 s beim Memoriál Josefa Odložila sowie in 13,52 s beim CITIUS Meeting. Daraufhin schied er bei den Weltmeisterschaften in Eugene mit 13,65 s in der ersten Runde aus. 2023 bestritt er nur die Hallensaison und im Jahr darauf kam er bei den Hallenweltmeisterschaften in Glasgow im Vorlauf über 60 m Hürden nicht ins Ziel.
In den Jahren 2007 und 2010 sowie 2014, 2021 und 2022 wurde Svoboda tschechischer Meister im 110-Meter-Hürdenlauf. Zudem wurde er 2007, 2010 und 2011, 2017 und von 2020 bis 2022 Hallenmeister über 60 m Hürden.

## Persönliche Bestzeiten
- 110 m Hürden: 13,27 s (+1,1 m/s), 14. Juni 2010 in Prag (tschechischer Rekord)
  - 60 m Hürden (Halle): 7,44 s, 27, Februar 2010 in Prag (tschechischer Rekord)
  - Siebenkampf (Halle): 5899 Punkte, 6. Februar 2005, Aubière

## Privates
2012 heiratete Svoboda die Stabhochspringerin Jiřina Ptáčníková, von der er sich 2014 wieder scheiden ließ.